# GTA Records
La GTA Records è stata una casa discografica italiana, attiva negli anni sessanta del XX secolo.
Il suo logo era costituito dalla scritta GTA in caratteri argentei corsivi, sovrastante la scritta Records, il tutto all'interno di una figura geometrica, su sfondo scuro.

## Storia
Fondata da Gigi Cichellero, nel 1965, la sede era in Galleria del Corso 2. Il progetto iniziale era quello di avere una propria distribuzione. I primi tre singoli, del 1965, furono singoli da colonne sonore cinematografiche; da Blindfold con Claudia Cardinale e Rock Hudson, Il principe guerriero con Charlton Heston e Les Parapluies de Cherbourg. La distribuzione sarà poi curata dal Clan Celentano.

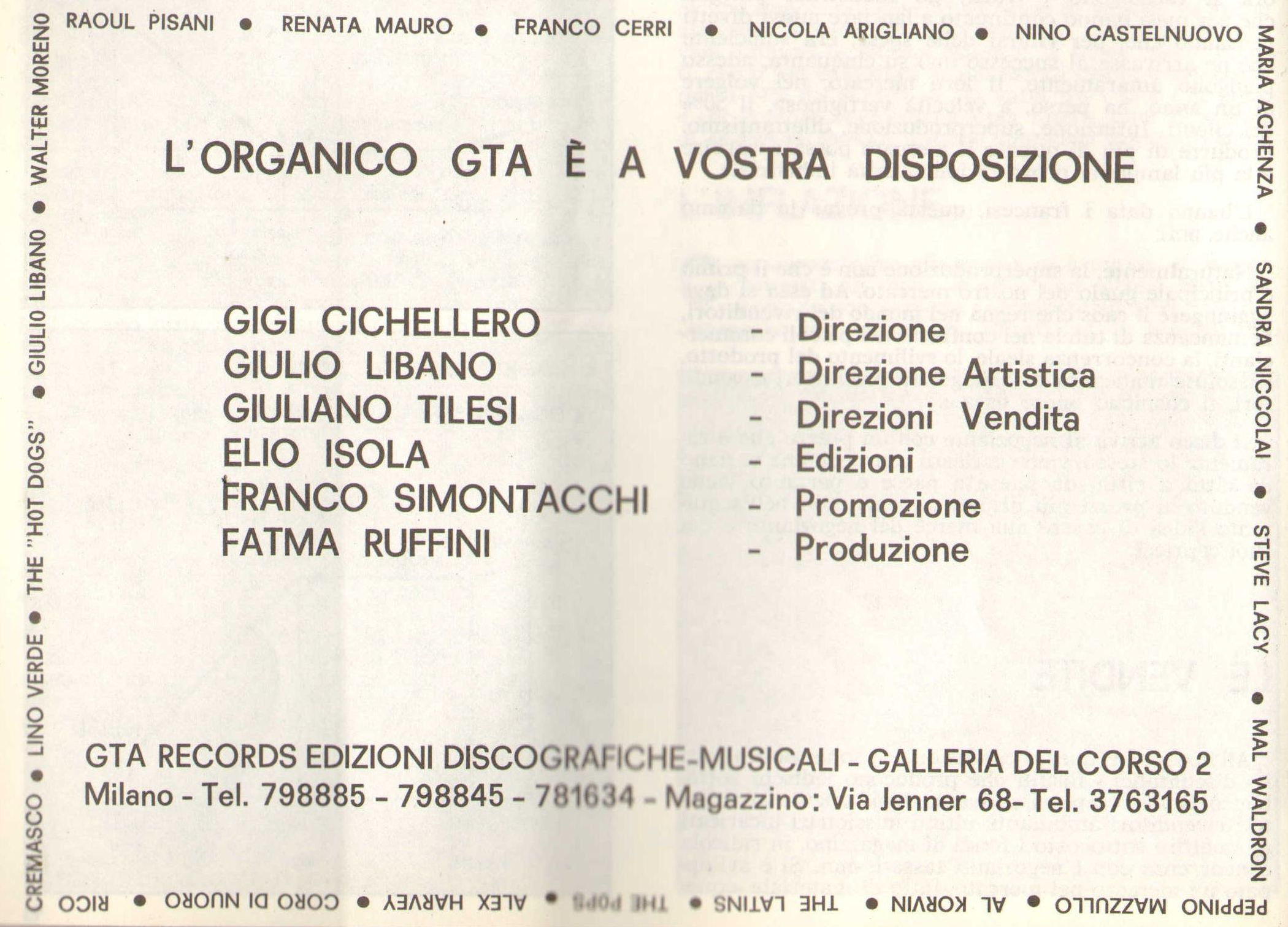
Locandina pubblicitaria della GTA

Tra gli artisti che incisero per l'etichetta i più noti furono Steve Lacy (in quartetto con Enrico Rava, Kent Carter e Aldo Romano), Franco Cerri, Al Korvin, Vanna Brosio e Nicola Arigliano, Nino Castelnuovo. Nella sua breve esistenza, cercò di cavalcare la musica beat allora nascente, promuovendo anche artisti a diverse manifestazioni (come "The pops" e de "I 4 del Sud" inviati al Cantagiro 1966 con "La marcia della gioventù").
Nel 1967 la label dei dischi, fino ad allora nera a scritte argentee, fu rinnovata: la parte centrale acquisì una nuova colorazione, e la scritta GTA venne contornata da una rigatura rossa.
Nel 1968, quando si trovava già in difficoltà economiche, fu acquistata da Lorenzo Sampietro, industriale milanese con la passione per la musica, che ne cambiò sede e nome (creando la Miura) incorporandone il catalogo. All'inizio del 1968 GTA è trasformato in marchio, cessando ogni nuova emissione. Sono presenti, negli anni successivi, alcuni dischi in cui il vinile è ancora GTA mentre la copertina è della Miura, con anomale numerazioni di catalogo.

## Lo staff
- Gigi Cichellero: direzione
- Giulio Libano: direzione artistica
- Elio Isola: responsabile edizioni musicali
- Fatma Ruffini: produzione

## Dischi
La datazione qui riportata si basa sull'etichetta del disco o sulla copertina; qualora nessuno di questi elementi abbia una datazione, è basata sulla numerazione del catalogo; talora è, infine, basata sul codice della matrice di stampa. Se esistenti, sono riportati, oltre all'anno, il mese e il giorno (quest'ultimo dato si trova, a volte, stampato sul vinile).

### 33 giri
| Numero di catalogo | Anno | Interprete                         | Titoli                        |
| ------------------ | ---- | ---------------------------------- | ----------------------------- |
| GT LP 1001         | 1965 | Gigi Cichellero e la sua orchestra | Cantagiro '65                 |
| GT LP 1002         | 1966 | Steve Lacy Quartet                 | Sortie                        |
| GT LP 1003         | 1966 | Franco Cerri                       | 12 bacchette per una chitarra |
| GT LP 1007         | 1967 | The "Hot dogs"                     | Beat                          |

### 33 giri - Serie JA
| Numero di catalogo | Anno            | Interprete                           | Titoli     |
| ------------------ | --------------- | ------------------------------------ | ---------- |
| JA 603             | 10 gennaio 1967 | Gianni BassoBasso Valdambrini Sextet | Exciting 6 |

### 45 giri
| Numero di catalogo | Anno            | Interprete                                              | Titoli                                                 |
| ------------------ | --------------- | ------------------------------------------------------- | ------------------------------------------------------ |
| GT 2001            | 3 maggio 1966   | Coro di Nuoro                                           | Sa cozzula/Bobore ficumurisca                          |
| BAL NP 30045       | 1967            | Robert Chanel                                           | Comes once in a lifetime/Melodie romantique            |
| PON NP 40001       | 1º marzo 1966   | Rico Cremasco                                           | In nome dell'amore/Sono sano sino                      |
| PON NP 40002       | 1966            | Tullio Gallo                                            | Les parapluies de Cherbourg/Sur les quais de Cherbourg |
| PON NP 40005       | 1966            | Raoul Pisani                                            | Così io ti amo/Ballata del giramondo                   |
| PON NP 40007       | 1966            | Maria Achenza                                           | Prendi il mio fazzoletto/La mia città                  |
| PO 40008           | 1966            | Al Korvin e i Clippers                                  | Lara's theme / Joseph's trumpet shake                  |
| PO 40009           | 23 marzo 1966   | Nicola Arigliano                                        | La gente / Dimmi di no                                 |
| PON NP 40010       | 1966            | Nicola Arigliano                                        | Questo è l'amore/A Milano...                           |
| PON NP 40012       | 1966            | Roberto Rangone con Augusto Martelli e la sua orchestra | A Cesarea/Hevenu Shalom Aleichem                       |
| PON NP 40013       | 1966            | Augusto Martelli                                        | Kova Tembel/Kova Tembel                                |
| PON NP 40014       | 1966            | Renata Mauro                                            | Ho inciampato in te/Vieni subito                       |
| PON NP 40015       | 23 maggio 1966  | The Pops                                                | Un uomo rispettabile/Lalla Chicchi                     |
| PON NP 40016       | 1966            | Roberto Rangone                                         | Molto meglio solo/Figuratevi                           |
| PON NP 40018       | 1966            | Alex Harvey                                             | Do the dog/Something you got                           |
| PON NP 40019       | 1966            | Alex Harvey                                             | My girl Slooping/Mashed potatoes                       |
| PO 40021           | 1966            | The Latins                                              | Nancy/Il pappagallo sulla luna/Blue spanish eyes       |
| PON NP 40022       | 1966            | Franco Cerri                                            | Que reste-t-il de nos amours/That's all                |
| PON NP 40023       | 1966            | Franco Cerri, Gigi Cichellero e Bruno Canfora           | Soon/Nancy                                             |
| PON NP 40026       | 1966            | Rico Cremasco                                           | Come quando/Lei non ama te                             |
| PON NP 40027       | 1966            | Renata Mauro                                            | Stu poco e bene/Nun m´abbanduna                        |
| PON NP 40028       | 1966            | Lino Verde                                              | La cotta triste/Ringrazio il cielo                     |
| PON NP 40029       | 1966            | The Latins                                              | The gamma goochee/Il sole non tramonterà               |
| PON NP 40030       | 1966            | The Pops                                                | Uomini uomini/La ruota                                 |
| PON NP 40031       | 1966]           | Raoul Pisani                                            | Inutile sfida/Qualcosa deve accadere                   |
| PON NP 40032       | 1966            | Sandra Nicolai                                          | A questo mondo/Tutto per tutto                         |
| PON NP 40033       | 10 ottobre 1966 | Emilhenco                                               | Che ti ho fatto di male/Gli zingari                    |
| PON NP 40034       | 1966            | Al Korvin                                               | Tema di Yasmin/Karthoum                                |
| PO 40035           | 1966            | Nino Castelnuovo                                        | Ti regalo il mondo/Il gettone                          |
| PON NP 40036       | 1967            | Maria Achenza                                           | Non mi fermerai/Se nasco ancora                        |
| PO 40037           | 1967            | John St. John                                           | You can't mean it/One in a million                     |
| PO 40040           | 1967            | Al Korvin                                               | This is my song/Bonjour madame                         |
| PON NP 40041       | 1967            | I Corsari                                               | Non parlate più/Come un transistor                     |
| PO 40043           | 1967            | Yōko Kishi                                              | Sulla spiaggia della vita/Io per amore                 |
| PON NP 40044       | 1967            | Lino Verde                                              | Non lasciarmi mai più/Se qualche volta                 |
| PON NP 40046       | 1967            | I Corsari                                               | Kova Tembel Bis/Yavash Yavash                          |
| PO 40051           | 1967            | Peter Horten                                            | Non sei qui/Io che sarei                               |
| PON NP 40055       | 1967            | I Quattro del sud                                       | La marcia della gioventù/Stasera pregherò              |
| PO 40059           | 1967            | The Latins                                              | La primavera verrà/Non vado al mare                    |
| PON NP 40060       | 1967            | Vanna Brosio                                            | Con la faccia all'ingiù/Un po' di malinconia           |
| PO 40061           | 1967            | Maysa Matarazzo                                         | Dirgli solo no / Vai via malinconia                    |
| PON NP 40062       | 1967            | Tony Massarelli                                         | Giulia/Quando tu tornerai                              |
| PON NP 40064       | 1967            | Lino Verde                                              | Un giorno ti dirò/Non lasciarmi mai più                |
| PON NP 40065       | 1967            | Lilian Terry                                            | Soltanto un matto come te/Mille parole d'amore         |